# Cobanus seclusus
Cobanus seclusus är en spindelart som beskrevs av Arthur M. Chickering 1946. Cobanus seclusus ingår i släktet Cobanus och familjen hoppspindlar. Inga underarter finns listade i Catalogue of Life.